# كريستين بريتن
كريستين بريتن (بالإنجليزية: Kristen Britain)‏ (18 أكتوبر 1965، نيويورك في الولايات المتحدة)؛ روائية أمريكية.